# Шелтън
Шелтън (на английски: Shelton) е град в окръг Мейсън, щата Вашингтон, САЩ. Шелтън е с население от 9834 жители (2010) и обща площ от 15,2 km². Намира се на 7 m надморска височина. ЗИП кодът му е 98584, а телефонният му код е 360.